# Honmon Butsuryu-Shu

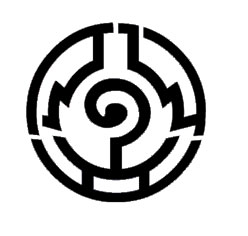
Butsumaru (termo japonês formado a partir da junção de butsu (Buda) e maru (círculo) é o símbolo criado por Nissen Shounin para identificar a HBS a partir da sua fundação. Representa a estilização dos ideogramas chineses butsu e ryu, que compõem o nome da religião, em forma de círculo.

Honmon Butsuryu-Shu (本門佛立宗 ), traduzido do japonês, significa Religião Budista do Caminho Primordial do Sutra Lótus estabelecida pelo Buda Primordial, conhecido no Brasil como Budismo Primordial HBS. 
A Honmon Butsuryu-Shu, foi fundada em 1857 pelo Grande Mestre Nissen Shounin, também chamado de Kaidou Nissen Shounin, por ser considerado na época um grande reformista (Kaidou = abrir caminhos). Tem como prática fundamental a entoação do Odaimoku (Namumyouhourenguekyou) contido nos oito primeiros capítulos do Caminho Primordial (denominados Honmon Happon) do Sutra Lótus transmitido pelo Jyougyou Bossatsu (denominado Nitiren Daibossatsu).
O Caminho Primordial, segundo a Honmon Butsuryu-Shu, está contido nos Capítulos 15º ao 22º do Sutra Lótus, que contém a essência da compaixão de Buda, assim chamado de Buda Primordial.
O Sutra de Lótus é composto por vinte e oito capítulos. Os primeiros catorze capítulos são chamados Shakumon (capítulos provisórios) e os últimos quatorze são chamados Honmon (capítulos primordiais).
‘Shaku’ em Shakumon significa literalmente “sombra” ou “passos” e ‘Hon’ em Honmon significa “verdadeiro” ou “genuíno”. Mon significa “o portão para o estado de Buda (ensinamentos para atingir o estado de Buda)”. Então, o Sutra de Lótus é a real intenção e o verdadeiro ensinamento de Buda, em comparação com os Sutras que foram pregados antes dele, que são ensinos Shakumon, ou seja, apenas ensinos provisórios (como uma sombra) dos ensinamentos Honmon. 

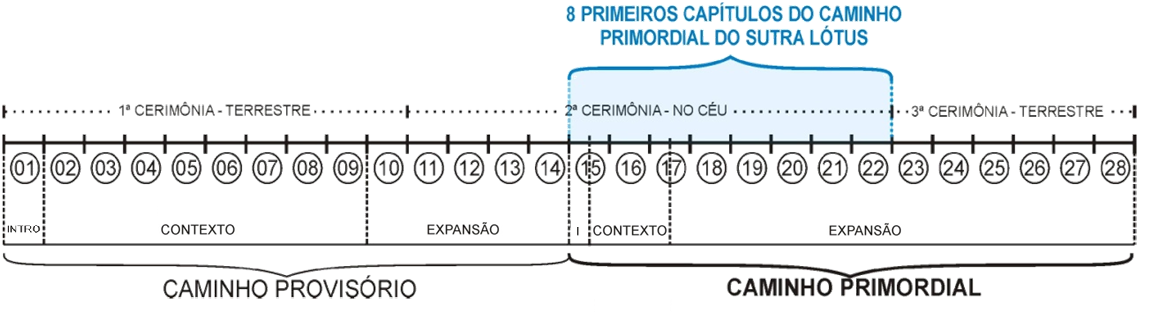
Oito Primeiros Capítulos do Caminho Primordial do Sutra Lótus

O Buda Primordial (Kuon no Honbutsu), segundo esta ramificação budista, não tem começo nem fim. É considerado a divindade única que rege o cosmos e que na história da humanidade, no momento da pregação dos oito primeiros capítulos do Caminho Primordial do Sutra Lótus (Honmon Happon e somente durante este trecho), através do corpo físico do Buda Histórico Siddhartha Gautama revelou sua existência, e "pessoalmente" transmitiu os ensinamentos.
Buda significa "O Desperto". Segundo o Budismo Primordial HBS, o Buda histórico, Shakyamuni, Príncipe Siddhartha Gautama, é uma emancipação do Buda Primordial, ou seja, uma manifestação física e transitória que nasceu com a missão de ensinar sob a mesma forma "humana", passando pelos mesmos obstáculos mundanos, que é possível atingir a iluminação e expandí-la. Por isso nos Templos da Honmon Butsuryu-Shu, Budismo Primordial HBS, não existem estátuas de Buda.
Buda Shakyamuni deixou aproximadamente 84.000 ensinamentos. Após cinquenta anos de pregação, nos últimos oito anos que antecedem o seu falecimento, revelou que todos os ensinamentos até então pregados eram provisórios, uma preparação para o seu último ensinamento, o Sutra Lótus: "Dentre os sutras, este é o Rei Soberano".
Conforme os ensinamentos de Grande Mestre Nissen Shounin, fundador da HBS, o Budismo Primordial HBS surgiu com o objetivo de proporcionar a todos a felicidade plena independentemente de possíveis diferenças e circunstâncias que possam existir entre os seres. Como prática fundamental, o pronunciamento do Odaimoku e os ensinamentos do Sutra do Lótus, a essência da compaixão de Buda. A sua prática tem, como meta principal, atingir o estado de iluminação de Buda através da ação altruísta e da eliminação de carmas negativos (zaishou).
Atualmente, há, aproximadamente, 270 templos da religião no Japão. Sendo a Matriz Mundial Yuseiji localizada em Kyoto, Japão.
A expansão para o exterior teve início no século XX. Hoje há templos e fiéis também na Coreia do Sul, Taiwan, Estados Unidos da América, Sri Lanka, Austrália, Itália, Filipinas, Singapura, Índia, Nepal, além do Brasil que, com 11 templos e cinco núcleos, é o maior país em número de adeptos fora do Japão.

## Linha do Tempo da origem da HBS - Honmon Butsuryu-Shu[4]
=

## Grandes Mestres da HBS -Honmon Butsuryu-Shu

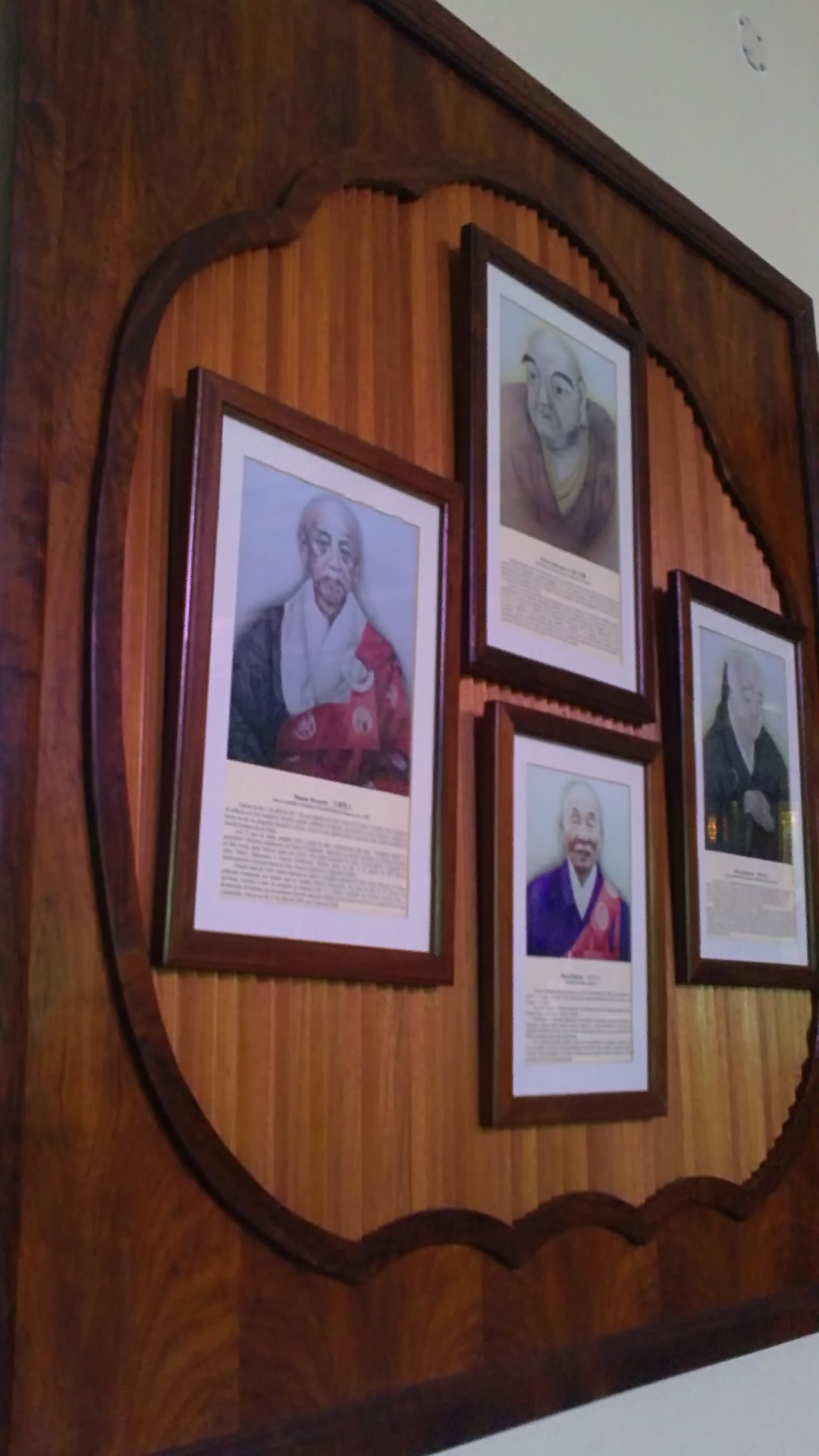
Nitiren Daibossatsu (centro em cima); Nitiryu Daishounin (esquerda); Nissen Shounin (direita) e Ibaragui Nissui Shounin, fundador do Budismo no Brasil (centro abaixo)

### Grande Mestre Nitiren Daibossatsu - Renascimento do Jyougyou Bossatsu e Mestre da Era Mappou
Zennitimaro nasceu em 16 de fevereiro de 1222, em uma província de pescadores em Kominato, na península Boso, atual província de Chiba, no Japão. Seu pai chamava-se Nukina no Jirou Shiguetada e sua mãe, Umeguiku. Aos 12 anos, ingressou no Templo  Seityouji, em Kamakura, como aprendiz sacerdotal e recebeu o nome de Rentyou de seu mestre Douzenbou. Aos 16 anos, foi ordenado sacerdote. Deixou o Templo Seityouji e foi buscar maior aprofundamento no Monte Hiei, a mais conceituada escola budista da época. Depois de anos de peregrinação, estudo e pesquisa, no dia 28 de abril de 1253 declarou o Rikkyou Kaishuu ("Estabelecimento da Religião do Odaimoku") orando em voz alta o Odaimoku, aos 32 anos de idade.
Por dar início à prática dos ensinamentos destinados à era em que vivemos, é chamado de "Mestre da Era Mappou". Desde o início da prática da oração do Odaimoku até seu o falecimento, passou por quatro "Grandes Admoestações" e outros incontáveis obstáculos. Todos serviram para fortalecer e autenticar a sua condição de "Enviado do Buda Primordial", ou seja, Dyougyou Bossatsu, conforme previsto no Sutra do Lótus. Sua determinação, compaixão e vigor, fundamentados pela fé em todas as atividades, são suas características principais, que ainda hoje são praticadas por seu seguidores. Faleceu no dia 13 de outubro de 1282, aos 60 anos de idade.

### Grande Mestre Nitiryu Daishounin - Mestre Reestruturador da Linha Honmon do Caminho Primordial do Sutra do Lótus
Nasceu no dia 14 de outubro de 1385, em Imizu, na atual província de Toyama, no Japão. Seu pai chamava-se Momoi Hissanori e sua mãe, Tomiko. Aos 12 anos, ingressou na carreira sacerdotal no Templo Onjyouji e recebeu o nome de Jin-en de seu mestre Keijyuin. Aos 14 anos, partiu para o Templo Myoukenji, em Quioto. Entretanto, após o falecimento do mestre Nissai, o monge Gatsumyou assumiu como sumo pontífice e passou a pregar a igualdade entre os ensinos provisório e primordial do Sutra Lótus.
Foi expulso em 1410, por advertir infratores. Em 1415, fundou o Templo Honnouji, reiniciando a prática conforme Nitiren Daibossatsu havia deixado. Grande expansionista, fundou muitos templos e, nos últimos dez anos de sua vida, dedicou-se à instrução de discípulos e doutrinação, deixando 363 volumes e mais de 3 000 artigos escritos. Faleceu aos 80 anos de idade, no dia 25 de fevereiro de 1464.

### Grande Mestre Nissen Shounin - Fundador da Honmon Butsuryu-Shu
Nasceu no dia 1º de abril de 1817, sendo chamado de Ooji Sendirou. Seus pais chamavam-se Jirou Uemon Kiyoyoshi e Kuni Uemon Kiyoyoshi. Desde criança, devido à influência familiar, apreciava as artes literárias, dominando as artes da caligrafia, literatura e poesia. Aos 12 anos, foi considerado uma das pessoas mais célebres na literatura da Era Meiji. Aos 32 anos de idade, ao se deparar com a obra de Nitiryu Daishounin "Verdadeira adesão ao sacerdócio" (Shinjitsu Shukkeron), ingressou na carreira sacerdotal no Templo Ryusenji, na Ilha Awaji, tendo Nitiyou como seu mestre e sendo chamado Seifu.
Assim como os grandes mestres Nitiren Daibossatsu e Nitiryu Daishounin, foi perseguido e caluniado. Ainda assim, com o objetivo de proporcionar o budismo para todas as pessoas, no dia 12 de janeiro de 1857 fundou historicamente a Honmon Butsuryu-Shu. Deste dia em diante, passou a chamar-se Nagamatsu Nissen. Em prol da verdadeira doutrina do Sutra do Lótus, Nissen Shounin compôs mais de 3 000 versos explicativos objetivando a prática da fé exatamente conforme os ensinamentos dos grandes mestres. A base da doutrina da Butsuryu-Shu é composta pela sua obra de mais de 30 volumes de escrituras. Nissen Shounin é o mestre fundador da Honmon Butsuryu-Shu e restaurador do budismo na era moderna, concretizando a prática da fé acessível e praticável por toda a população. Faleceu no dia 17 de julho de 1890, aos 74 anos de idade.

## Budismo no Brasil

### Mestre Ibaragui Nissui Shounin - Primeiro Monge Budista a vir para o Brasil

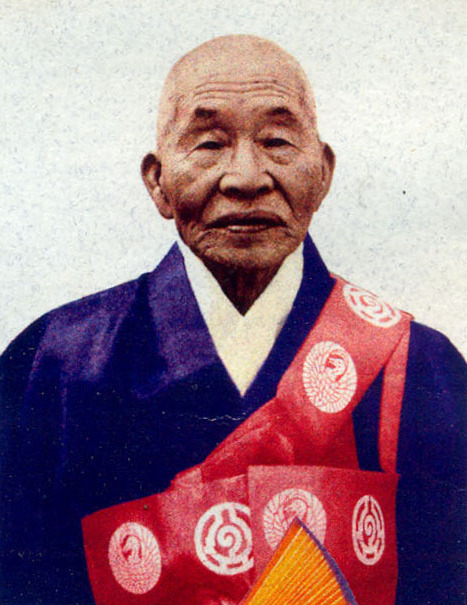
Ilustração do Mestre Ibaragui Nissui Shounin, Fundador do Budismo no Brasil.

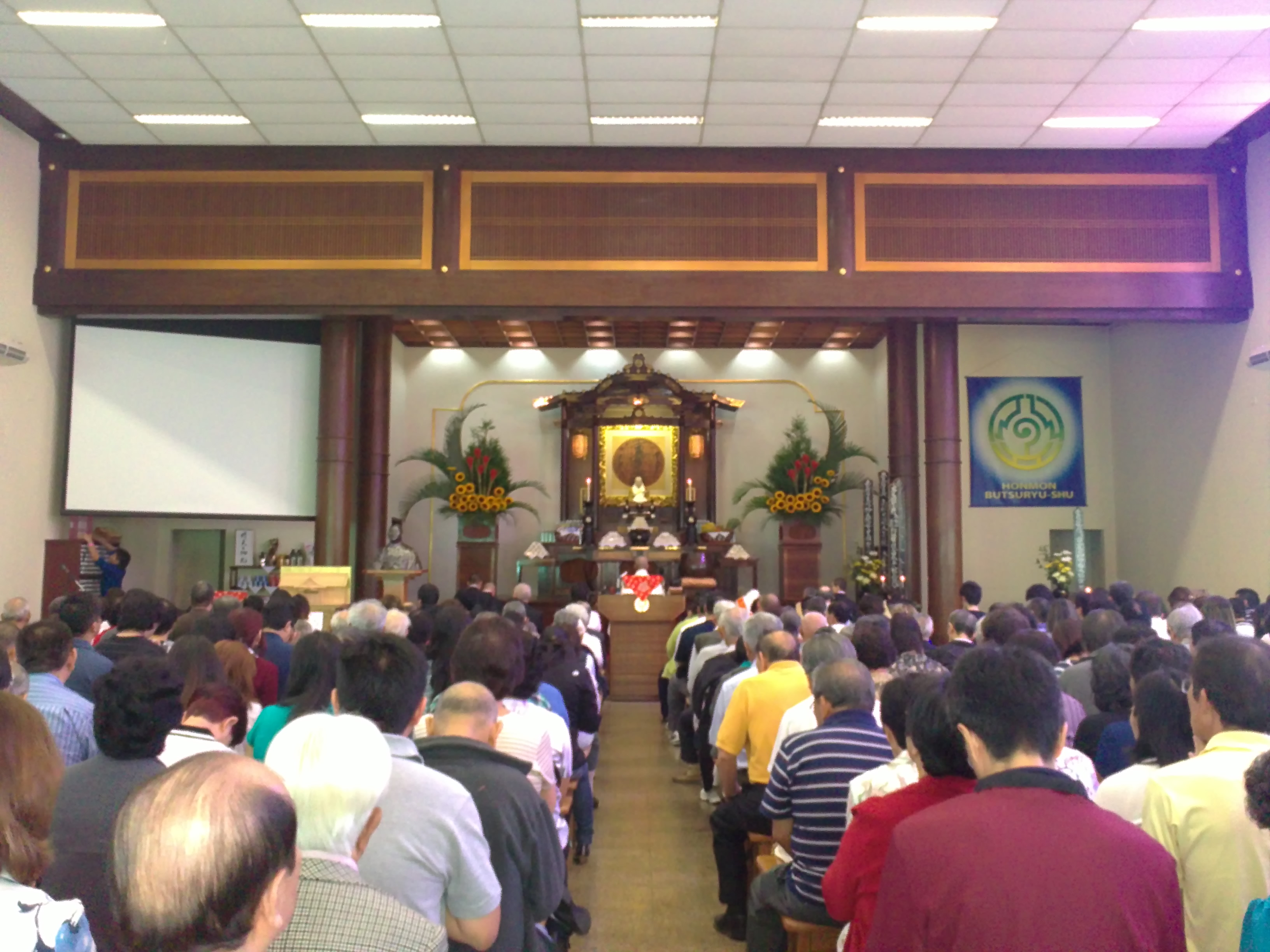
Templo Nikkyoji, São Paulo/SP.

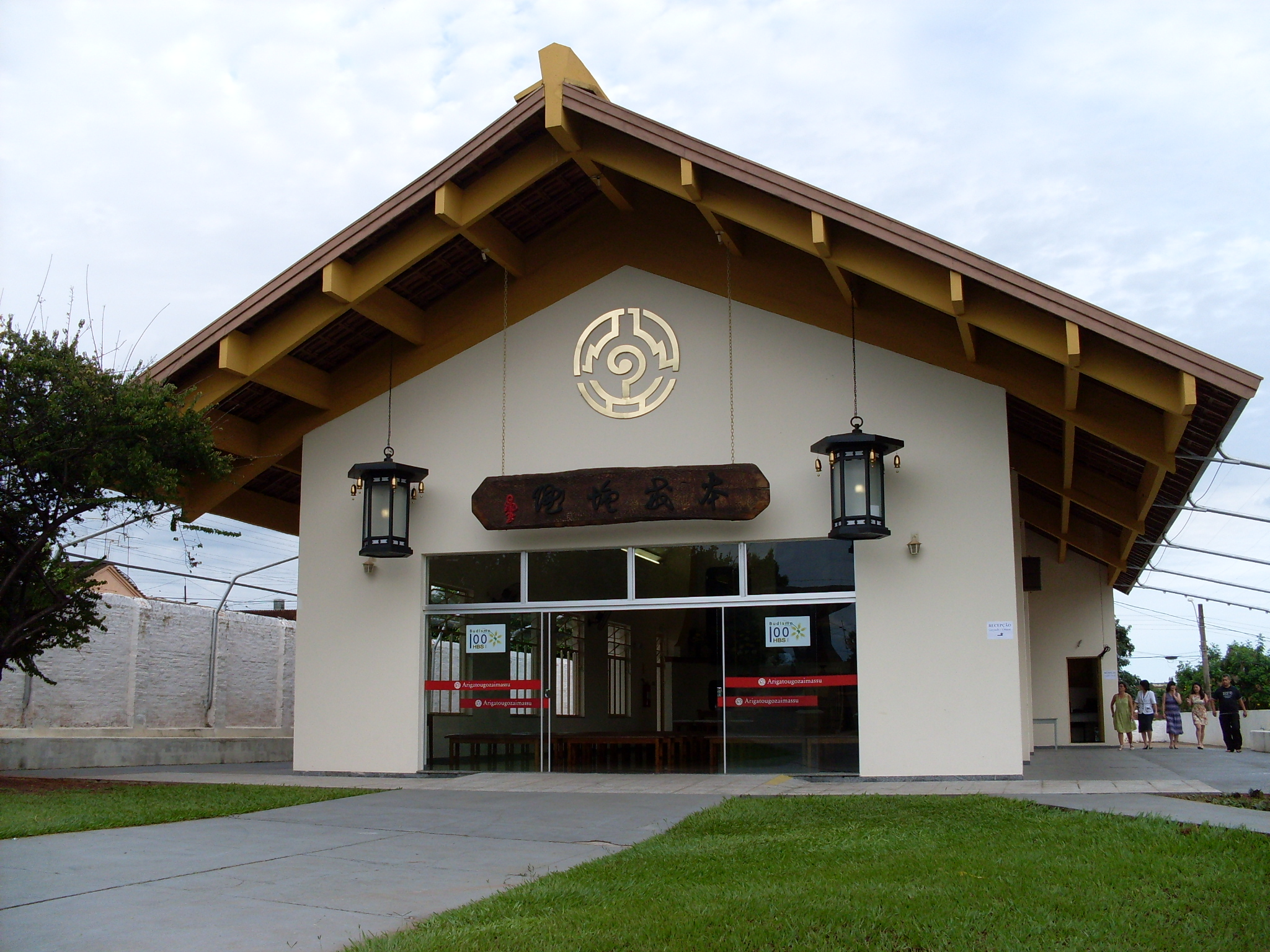
Templo Taissenji: Inaugurado por Nissui Shounin, em 13 de Outubro de 1951, na cidade de Lins, em São Paulo.

O Budismo Primordial HBS-Honmon Butsuryu-Shu do Brasil inicia-se juntamente com a história da imigração japonesa no Brasil. No dia 18 de junho de 1908, no Navio Kasato Maru, atracado no porto de Santos, encontrava-se um jovem sacerdote de 22 anos de idade e sua família, que viera com o propósito de expandir a religião. Seu nome era Tomojiro Ibaragui, depois Guenju e, posteriormente, Nissui Ibaragui.
No início, ele passou pelas mesmas privações e sofrimentos de um colono, trabalhando arduamente na lavoura. Apesar de inicialmente não ter condições para a expansão religiosa, ainda assim fazia as peregrinações para profetizar a doutrina do verdadeiro budismo.
Em 13 de novembro de 1936, ele fundou o Primeiro Núcleo de Cultos na Colônia União, em Guaiçara, elevada a Filial Brasileira Taissenji, em julho do ano seguinte. Além dos cultos nas residências, sempre lotados de fiéis, ele orava do amanhecer ao anoitecer, para a cura dos doentes. Posteriormente, o sacerdote Ibaragui foi elevado à categoria de pré-sumo pontífice.
Faleceu aos 85 anos de idade, no dia 1º de novembro de 1971. Ao todo, fundou sete templos no Brasil. Em sua homenagem, a rua principal do Templo Central Nikkyoji, na cidade de São Paulo, ostenta o seu nome.
Os templos por ele fundados são: Templo Taissenji, em Lins, em São Paulo; Templo Nikkyoji, em Jardim Vila Mariana, em São Paulo; Templo Ryushoji, em Moji das Cruzes, em São Paulo; Templo Nissenji, em Presidente Prudente, em São Paulo; Templo Hompoji, em Londrina, no Paraná; Templo Butsuryuji, em Taubaté, em São Paulo; Templo Hoshoji, em Itaguaí, no Rio de Janeiro;
Após o falecimento do mestre fundador do budismo no Brasil, mais quatro templos e vários núcleos de cultos nasceram da expansão deixada por Ibaragui Nissui Shounin, totalizando onze templos e três núcleos do Budismo Primordial Honmon Butsuryu-shu no Brasil: Templo Honmyoji, em Sarandi, no Paraná; Templo Rentokuji, em Campinas, em São Paulo; Templo Nyorenji, em Curitiba, no Paraná; Núcleo em Salvador, Bahia; Núcleo em Brasília, Distrito Federal; Núcleo em Belo Horizonte, Minas Gerais; Núcleo em Florianópolis, Santa Catarina.

### Altar Sagrado Budista

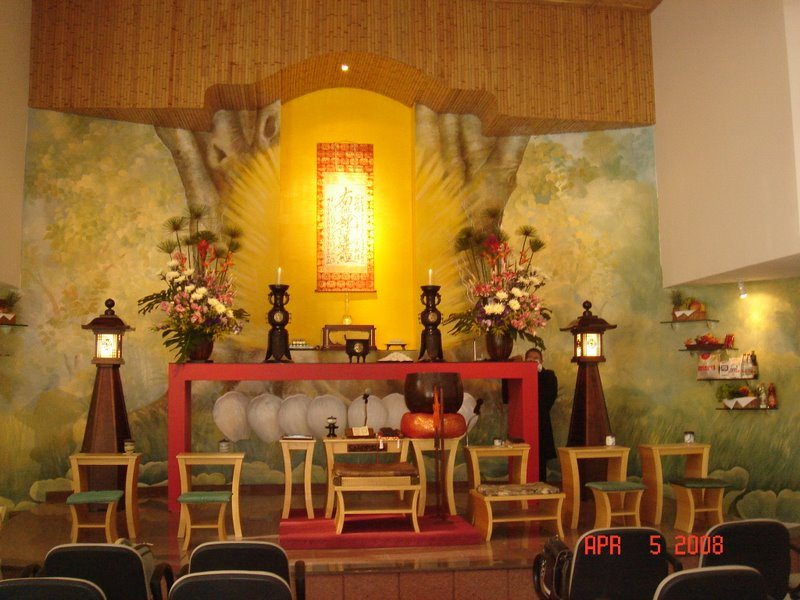
Altar Sagrado do Budismo Primordial HBS em Curitiba/PR.

No Budismo Primordial, o Altar Sagrado é chamado de "Gohouzen", cuja figura central é chamada de "Gohouzon", chamada também de Imagem Sagrada. Nesta linhagem do budismo, Honmon Butsuryu-Shu (HBS), considera esta imagem como uma "Unidade Absoluta", que incorpora tudo que é sagrado e toda a existência do universo.

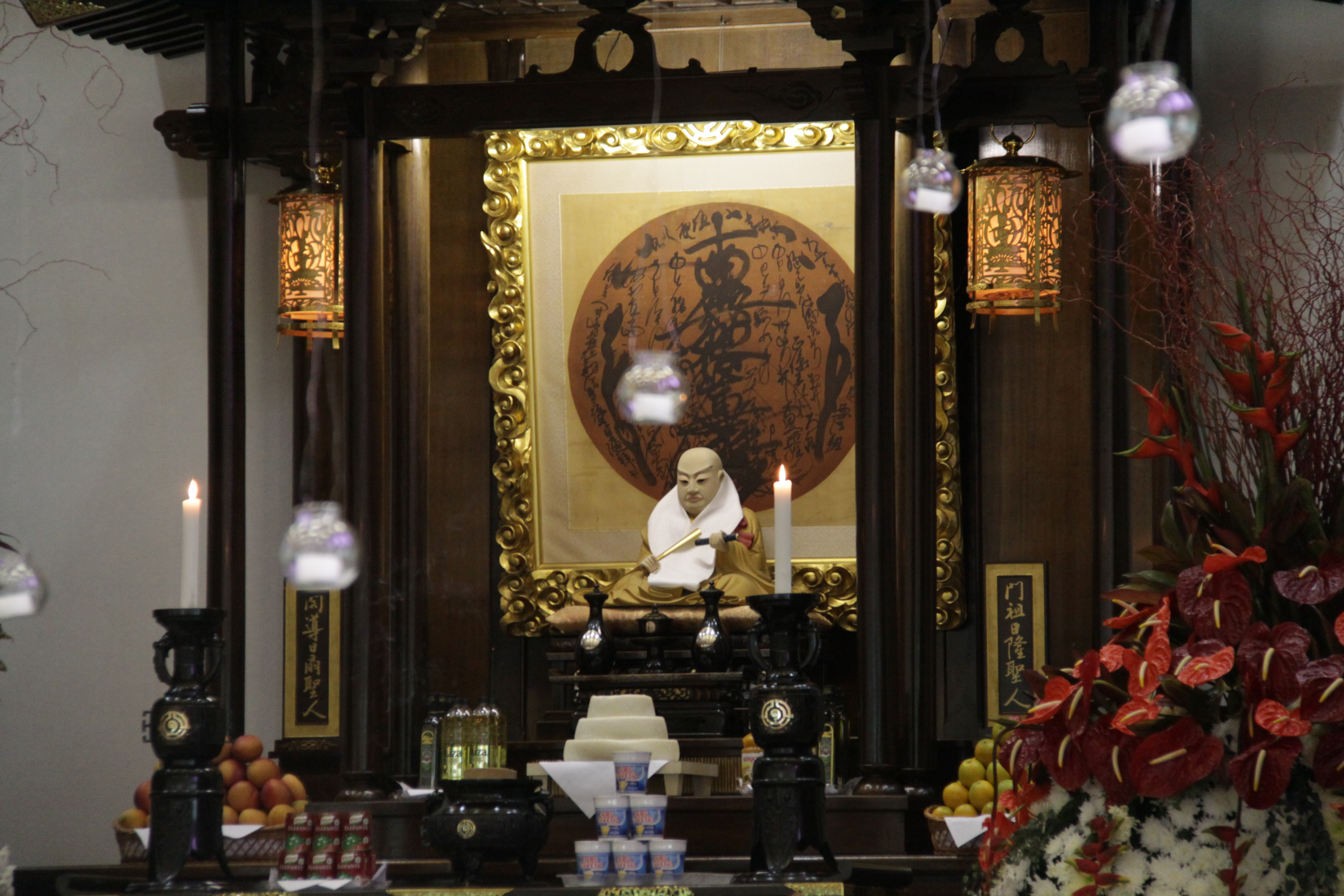
Altar Sagrado da Catedral Budista Nikkyoji, São Paulo/SP.

Segundo Nitiren Daibossatsu, em sua escritura Honzonshou, a origem do Gohonzon se fundamenta no trecho em que afirma: "Este Go-Honzon jamais foi revelado nos quarenta e tantos anos de pregação; foi somente nos últimos oito anos que foi revelado nos oito primeiros capítulos do caminho primordial do Sutra Lótus, limitando-se a eles".
O termo "Gohonzon" (Go = prefixo de sublimação e respeito) em sua tradução literal possui três importantes significados unificados. Hon-nu-Son-tyou: Venerável por excelência. Kon-pon-Son-suu: Fundamental veneração. Dentre todos os valores o mais fundamental e originário de todos. Hon-nu-Son-gyou: Nobre existência primordial.
Segundo esta Doutrina Budista, as principais características do Gohonzon é a existencialização dos três mil mundos numa só mente "li no Itinen Sanzen" (quantificação universal inter-relativa e simultânea dos Dez Mundos. Dez Fenômenos e Três Tipos de Mundos); as leis da causa e efeito e da interdependência; e "Manpou Gussoku" a característica de incorporar todos os Darmas.